# Robert Stolz

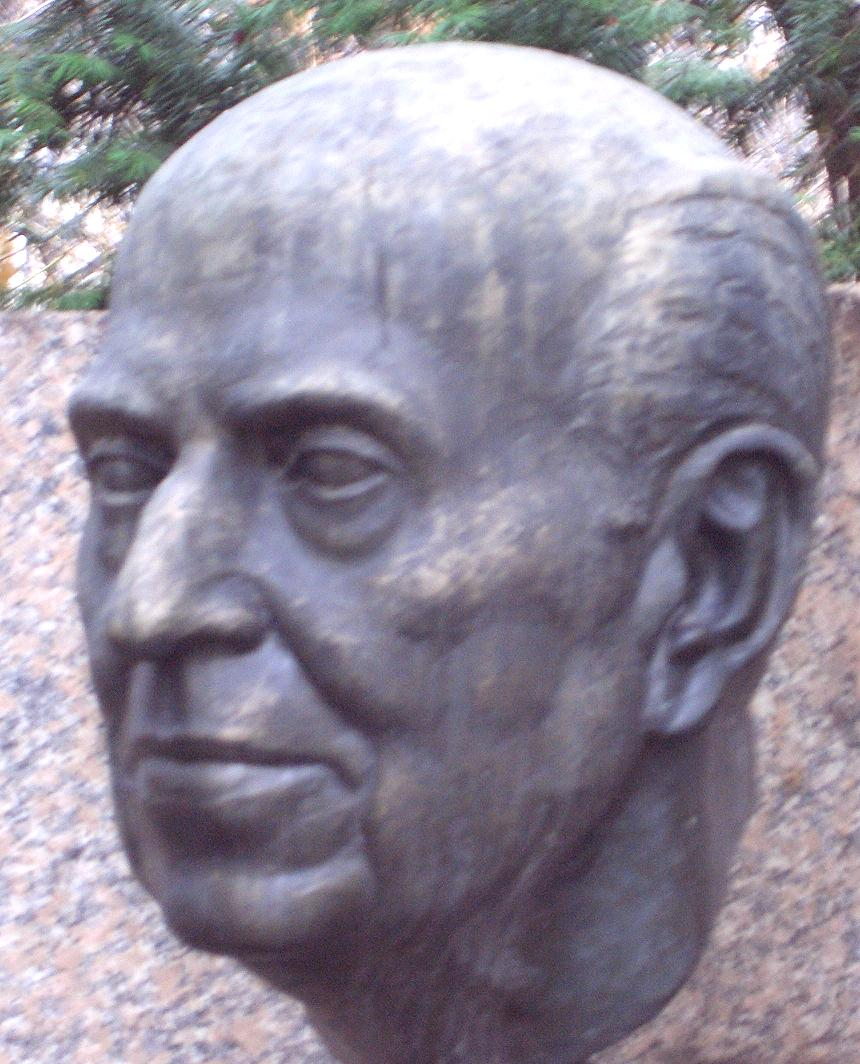
Stolzova busta
ve Vídeňském městském parku

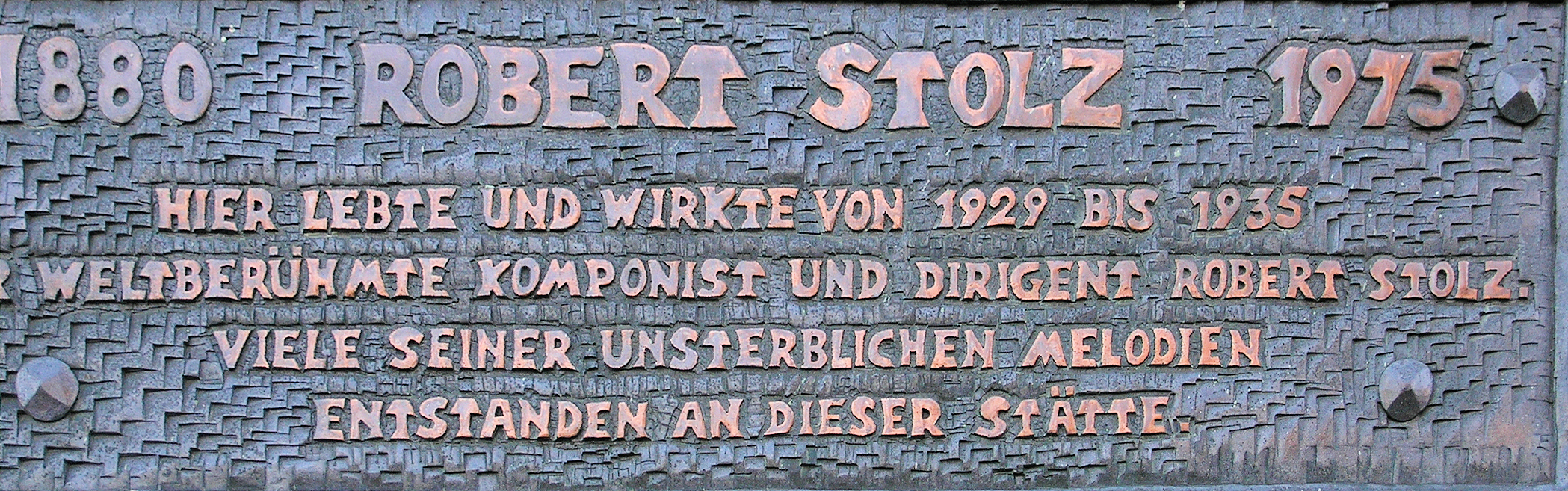
Pamětní deska na domě Paulsborner Straße 81 v Berlíně-Wilmersdorfu

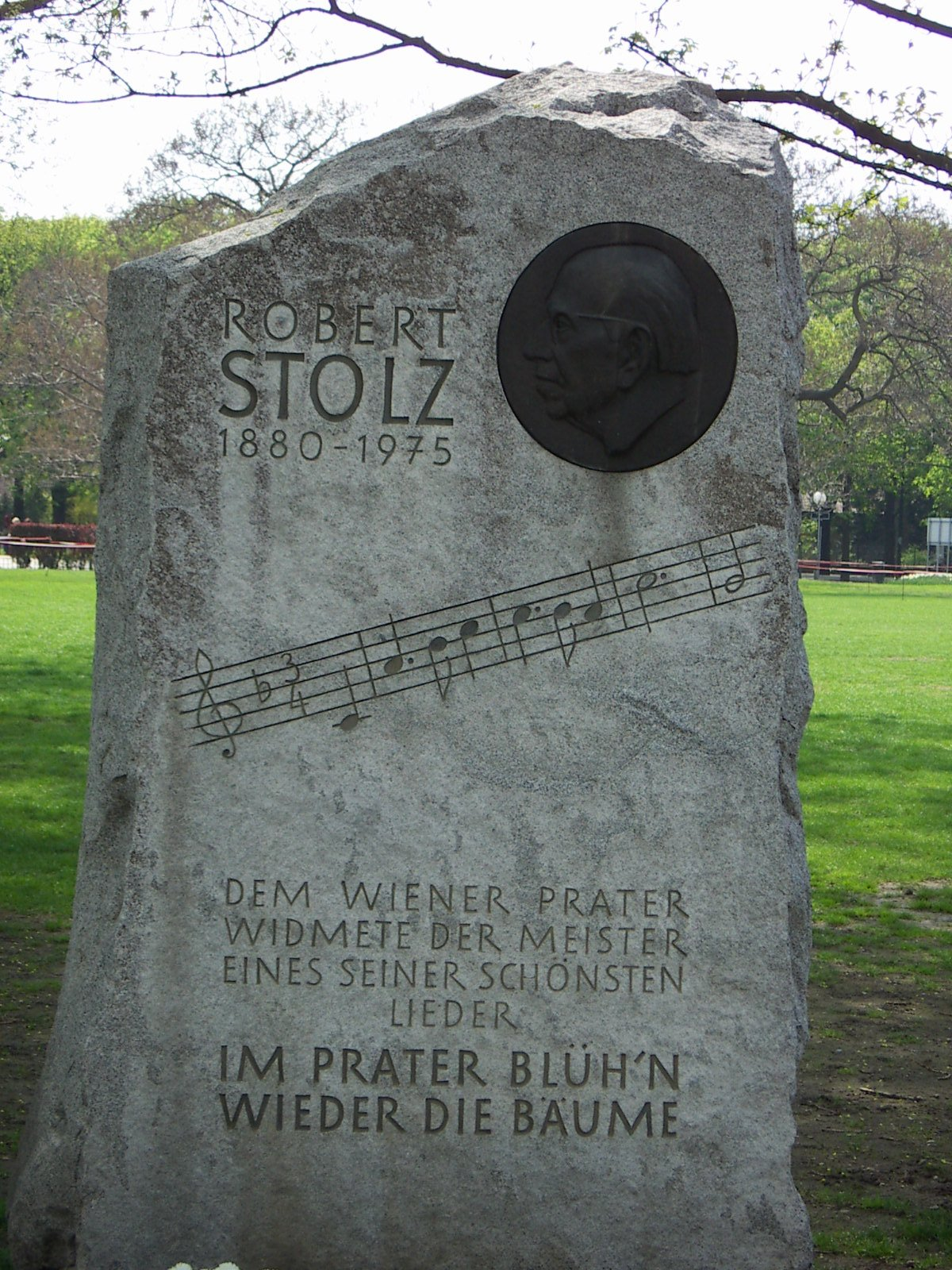
Památník Roberta Stolze
ve vídeňském Prátru

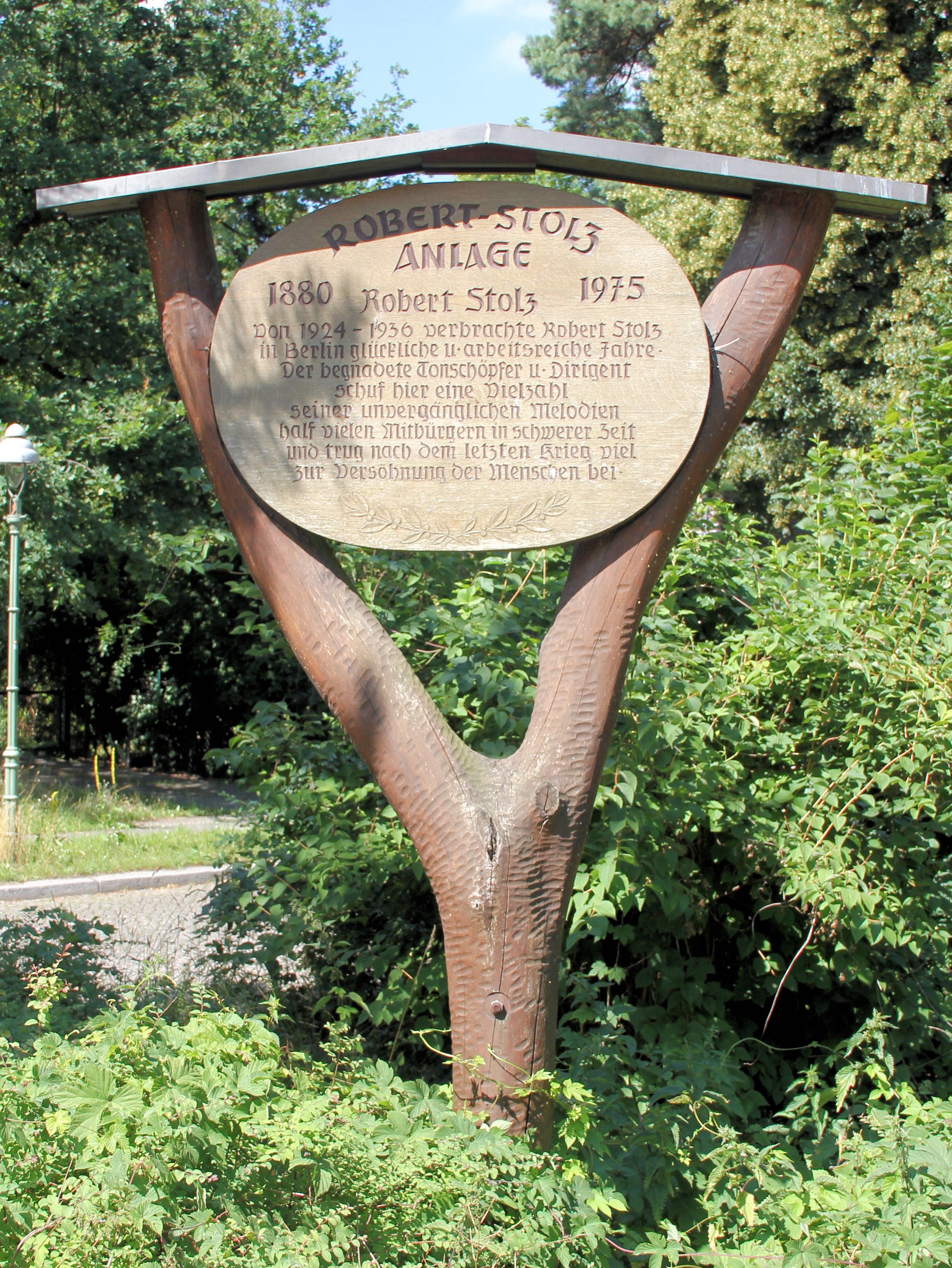
Pamětní deska ve Waldmeisterstraße 2 v Berlíně-Grunewaldu

Robert Elisabeth Stolz (25. srpna 1880, Štýrský Hradec, Rakousko-Uhersko – 27. června 1975, Berlín) byl rakouský hudební skladatel a dirigent.

## Život
Robert Stolz byl dvanáctým dítětem skladatele a hudebního ředitele Jakoba Stolze a jeho manželky Idy rozené Bondyové, klavíristky a učitelky hudby. Studoval hudbu ve Štýrském Hradci, Berlíně a Vídni. Roku 1896 absolvoval státní zkoušku v oboru hudba. Roku 1897 se stal operním korepetitorem u Městského divadla ve Štýrském Hradci, poté kapelníkem v Mariboru a roku 1902 v Městském divadle v Salcburku.
Tam 3. března 1903 debutoval jako skladatel s operetou Schön Lorchen. Po angažmá u německého divadla v Brně byl v letech 1905 až 1917 hudebním ředitelem vídeňského Theater an der Wien. V této funkci mimo jiné poprvé uvedl 30. prosince 1905 Lehárovu Veselou vdovu. V letech 1914 až 1918 konal vojenskou službu, mimo jiné jako kapelník u c. a k. pěšího pluku Hoch- und Deutschmeister č. 4.
Po pokusu osamostatnit se s vlastním divadlem (v Annagasse ve vídeňské čtvrti St. Annahof), což se mu přes velké náklady v důsledku úředních překážek nezdařilo, odešel roku 1924 do Berlína. Roku 1925 zde v kabaretu Kabarett der Komiker měla premiéru jeho opereta Märchen im Schnee. Od roku 1926 žil Robert Stolz opět ve Vídni. Napsal přes 60 operet a početnou filmovou hudbu, písně atd., a je považován za posledního mistra vídeňské operety. Roku 1934 získal na Mezinárodním filmovém festivalu v Benátkách hlavní medaili za nejlepší hudbu k filmu Frühjahrsparade. Mnohé melodie z jeho děl jsou zejména v německy mluvícím prostoru dosud známy a oblíbeny, např. Im Prater blüh’n wieder die Bäume, Salome, Auf der Heide blüh’n die letzten Rosen, Vor meinem Vaterhaus steht eine Linde, Die ganze Welt ist himmelblau, Mein Liebeslied muss ein Walzer sein, Adieu, mein kleiner Gardeoffizier, Wien wird schön erst bei Nacht. Nečetné jsou jeho výpravy do oboru vážné hudby: jednoaktová opera Die Rosen der Madonna a písňový cyklus 20 Blumenlieder (Op. 500).
Po nástupu nacistů k moci roku 1933 propašoval na 21 cestách řadu židů a politicky pronásledovaných z Německa do Rakouska ukrytých v podlaze jeho rozměrné limuzíny. (Roku 1970 získal čestnou medaili města Jeruzaléma.) Roku 1938 po anšlusu Rakouska opustil svou vlast kvůli odporu k nacistickému režimu. Odešel přes Curych so Paříže. Tam jej jeho čtvrtá manželka Lilly opustila i se všemi doklady a cennostmi a Stolze zatkla na ulici policejní hlídka. Protože se nemohl prokázat a nemluvil francouzsky, byl zadržován jako „nepřátelský cizinec“. Po svém propuštění, jež vymohla jeho pozdější manželka Einzi pomocí svých kontaktů a značné sumy peněz, emigroval do New Yorku, kde přečkal válku. Díky své nepřerušené skladatelské činnosti byl Robert Stolz ve Spojených státech během své emigrace nominován roku 1941 na Oscara za píseň Waltzing in the Clouds v kategorii nejlepší píseň a roku 1944 znovu za hudbu k filmu It Happened Tomorrow (1944). Dne 28. srpna 1941 – poté, co Stolz odmítl veškeré nabídky na „čestný“ návrat do Německa – byl zbaven občanství Německé říše a veškerý jeho majetek byl zabaven.

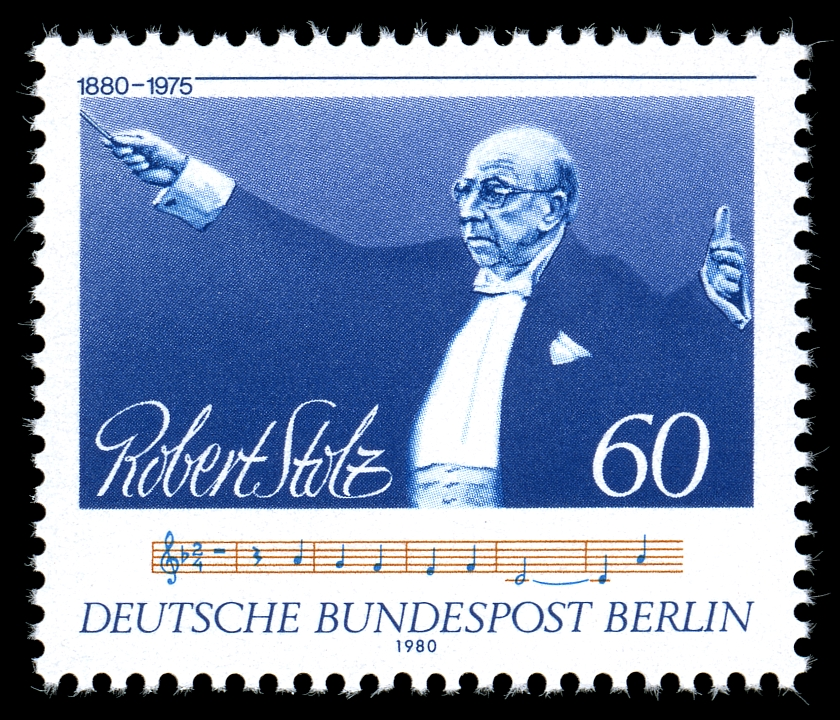
Poštovní známka Německé spolkové pošty Berlín z roku 1980

Roku 1946 se Robert Stolz vrátil do Vídně a pokračoval ve své činnosti skladatele a dirigenta. 1952 začal psát hudbu pro legendární vídeňskou lední revue (Wiener Eisrevue). První z jeho devatenácti „operet na ledě“ byla Die ewige Eva (narážka na vídeňskou rodačku a mistryni Evropy v krasobruslení] Evu Pawlikovou). Roku 1960 napsal a dirigoval rakouský příspěvek do Eurovision Song Contest, píseň "Du hast mich so fasziniert", již zpíval Horst Winter. Jako jeden z posledních významných zástupců vídeňské operety v této době získal řadu veřejných ocenění.
Robert Stolz byl pětkrát ženat, nejprve se zpěvačkami Grete Holmovovu a Franzi Resselovou, poté s Josephinou Zernitzovou, se svou čtvrtou ženou Lilli a nakonec s Yvonnou Louisou Ulrichovou, zvanou „Einzi“ (1912–2004), která až do skladatelovy smrti vystupovala i jako jeho manažerka. Ve spolupráci s americkým novinářem Aramem Bakhsianem jr. vznikla autobiografická kniha manželů Stolzových „Servus, Du“ (anglicky „The Barbed Wire Waltz“).
Pohřben byl 4. července 1975 za účasti desetitisíců smutečních hostův čestném hrobě města Vídně na hřbitově Wiener Zentralfriedhof, v bezprostřední blízkosti presidentské krypty. Po jeho boku leží jeho poslední manželka „Einzi“, jež zemřela 18. ledna 2004 ve Vídni.
Stolzovo jméno nesou četné ulice a náměstí, např. Robert-Stolz-Platz ve vídeňském Vnitřním městě od roku 1978). V Rakousku existuje společnost Robert Stolz-Gesellschaft a stolzovská sdružení byla založena i ve Velké Británii, Francii, Belgii, Austrálii, Japonsku, Uruguayi a Jižní Africe.

## Dílo

### Jevištní díla
Není-li uvedeno jinak, jedná se o operety.
- 1901 – Studentenulke, singspiel, libreto Theodor Haller, premiéra 21. března 1901 v Městském divadle v Mariboru
- 1903 – Schön Lorchen, libreto A. Moisson, premiéra 3. března v Salcburku
- 1906 – Manöverliebe, libreto Karl Waldeck a Gustav Bondi, premiéra v Brně
- 1908 – Die lustigen Weiber von Wien, libreto Julius Brammer a Alfred Grünwald, premiéra 7. listopadu v brněnském Kolosseu
- 1909 – Die Commandeuse, libreto Egon Dorn, premiéra ve Vídni
- 1910 – Grand Hotel Exelsior, libreto Fritz Friedmann-Friedrich, premiéra v Erfurtu
- 1910 – Das Glücksmädel, libreto Robert Bodanzky a Friedrich Thelen, premiéra 28. října ve vídeňském Raimundtheater; v češtině Kouzlo štěstí / Andulčina první láska, 12. dubna 1911 divadlo Deklarace na Žižkově
- 1911 – Der Minenkönig, libreto Gustav Beer a Ernst Marischka, premiéra ve Vídni
- 1911 – Die eiserne Jungfrau, libreto Victor Léon, premiéra ve Vídni
- 1913 – Du liebes Wien, libreto Otto Hein a Kurt Robitschek, premiéra 25. ledna ve vídeňském Intimes Theater
- 1913 – 60 Meilen in 60 Minuten, libreto Fritz Schönhof a Herbert Emmerson, premiéra ve Vídni
- 1915 – Das Lumperl, nová verze Die eiserne Jungfrau, premiéra ve stuttgartském Wilhelma-Theater (Hoftheater); v češtině Když sluníčko zapadalo / Lumpáček, 29. ledna 1916, Aréna na Smíchově
- 1915 – Die Varieté-Diva, nová verze Du liebes Wien, premiéra ve vídeňském Ronacher Theater; v češtině Hvězda operety 16. ledna 1918, Divadlo varieté v Karlíně
- 1916 – Die schöne Katharin, libreto Ludwig Hirschfeld a Otto Hein, premiéra ve Vídni
- 1916 – Pension Schraube, libreto Otto Hein a Ernst Wengraf, premiéra ve Vídni
- 1916 – Der Favorit, libreto Fritz Grünbaum a Wilhelm Sterk, premiéra v říjnu v berlínské Komische Oper
- 1916 – Mädel, küsse mich!, libreto Bruno Hardt-Warden a Emil Schwarz, premiéra ve vídeňském Lustspieltheater
- 1916 – Servus, Mädel, libreto Wilhelm Sterk, premiéra v Budapešti
- 1916 – Die anständige Frau, libreto Otto Hein, premiéra ve Vídni
- 1917 – Bauernprinzess, libreto Anton Aldermann a Fritz Lunzer, premiéra v mnichovském Volkstheater; v čeština Idyla Její Jasnosti, 9. května 1918 Aréna na Smíchově
- 1917 – Lang, lang ist's her, libreto Bruno Hardt-Warden, premiéra ve vídeňském Lustspieltheater; v češtině Dávno tomu, dávno, 27. října 1917, Aréna na Smíchově
- 1917 – Dolores, libreto Kurt Robitschek, premiéra ve Vídni
- 1917 – Die Familie Rosenstein, libreto Otto Hein a Ernst Wengraf, premiéra ve Vídni
- 1918 – Die Hose des Tigers, libreto Otto Hein a Willy Berg, premiéra ve Vídni
- 1918 – Muschi, libreto Fritz Löhner-Beda, premiéra ve Vídni
- 1918 – Bloch und Co, libreto Ernst Wengraf a Otto Hain, premiéra ve Vídni
- 1918 – Leute von heute, spolu s Edmundem Eyslerem, libreto Arthur M. Werau, Fritz Lunzer a Arthur Rebner, premiéra ve Vídni
- 1918 – Das Busserlschloß, libreto Fritz Grünbaum, premiéra ve vídeňském Ronacher Theater
- 1918 – Mutzikam, libreto Otto Hain a Ernst Wengraf, premiéra ve Vídni
- 1919 – Dagobert, wo warst du?, libreto Otto Hain, premiéra v Budapešti
- 1919 – Funserls Entdeckung, libreto Otto Hain, premiéra ve Vídni
- 1920 – Ein toller Tag, libreto Kurt Robitschek, premiéra ve Vídni
- 1920 – Das Sperrsechserl (Wiener Gemütlichkeit), libreto Robert Blum a Alfred Grünwald, premiéra 1. června 1920 ve vídeňském Komödienhaus
- 1920 – Das Haus des Schreckens, libreto Otto Hein a Ernst Wengraf, premiéra ve Vídni
- 1920 – Die fidele Pension, libreto Otto Hein a Ernst Wengraf, premiéra ve Vídni
- 1920 – Die schönste Frau, libreto Otto Hein, premiéra ve Vídni
- 1920 – Der Tanz ins Glück, libreto Robert Bodanzky a Bruno Hardt-Warden, premiéra 18. října ve vídeňském Komödienhaus; v češtině Tancem ku štěstí, 13. srpna 1921 Aréna na Smíchově, Praha
- 1920 – Die Rosen der Madonna, opera, libreto Bruno Hardt-Warden a Otto Tumlitz, premiéra 1. března ve Vídni
- 1921 – Kikeriki, libreto Otto Hein a Fritz Löhner-Beda, premiéra ve Vídni
- 1921 – Das Vorstadtmädel, libreto Otto Hain, Adolf Klinger a Otto Taussig, premiéra ve Vídni
- 1921 – Die Tanzgräfin, libreto Robert Bodanzky a Leopold Jacobsen, premiéra 18. února v berlínském Wallner-Theater; v čeština Láska z karnevalu, 5. listopadu 1921 Vinohradská zpěvohra, Praha
- 1921 – Eine tolle Nacht, libreto Otto Hain, premiéra ve Vídni
- 1921 – Eine Sommernacht, libreto Robert Bodanzky a Bruno Hardt-Warden, premiéra 23. prosince ve vídeňském Johann Strauß-Theater; v češtině Letní noc, 10. června 1923 Aréna na Smíchově, Praha
- 1922 – Die Liebe geht um, libreto Robert Bodanzky a Bruno Hardt-Warden, premiéra 22. června ve vídeňském Raimund-Theater
- 1923 – Mädi, premiéra 5. října v berlínském Berliner Theater; v češtině Svéhlavička / (Můj) Zlatý brouček / Můj brouček Mädi, 2. února 1924 Městské divadlo, Plzeň
- 1923 – Der Hampelmann, libreto Gustav Beer a Fritz Lunzer, premiéra 9. listopadu ve vídeňském Komödienhaus
- 1924 – Ein Ballroman, libreto Fritz Rotter, Rudolf Österreicher a Alfred Maria Willner, premiéra 29. února ve vídeňském Komödienhaus
- 1924 – Das Fräulein aus 1001 Nacht / Ein Rivieratraum, libreto Bruno Hardt-Warden, Karl Farkas a Fritz Rotter, premiéra ve vídeňské Robert-Stolz-Bühne
- 1925 – Märchen im Schnee, libreto Kurt Robitschek a Paul Morgan, premiéra 1. prosince v berlínském Kabarett der Komiker
- 1926 – Der Mitternachtswalzer, libreto Alfred Maria Willner a Rudolf Österreicher, premiéra 30. října ve vídeňském Bürgertheater; v češtině Půlnoční valčík, 31. prosince 1926 České divadlo, Olomouc
- 1927 – Eine einzige Nacht; v češtině Jen jedinou noc, 3. dubna 1928 České divadlo, Olomouc
- 1928 – Prinzessin Ti-Ti-Pa, libreto Gustav Beer a Fritz Lunzer, premiéra 15. května ve vídeňském Bürgertheater; v češtině Princezna Ti-Ti-Pa, 19. října 1928, Východočeská divadelní společnost, Hradec Králové
- 1930 – Der verlorene Walzer, premiéra v Drážďanech; v češtině Ztracený valčík, 30. listopadu 1930 Kladno
- 1930 – Peppina, libreto Rudolf Österreicher, premiéra 22. prosince v Berlíně; v češtině Pepina, 4. března 1931 Velká opereta, Praha
- 1932 – Wenn die kleinen Veilchen blühen, libreto Bruno Hardt-Warden, premiéra 1. dubna v Den Haagu
- 1932 – Venus in Seide, libreto Alfred Grünwald a Ludwig Herzer, premiéra 10. prosince v Curychu; v češtině Venuše v hedvábí, 19. května 1933 Národní divadlo moravskoslezské, Ostrava
- 1933 – Zwei Herzen im Dreivierteltakt (Der verlorene Walzer), libreto Paul Knepler, Robert Gilbert a Ignaz Michael Welleminsky, premiéra 30. září v curyšském Stadttheater; v češtině Ztracený valčík / Dvě srdce ve 3/4 taktu, 31. prosince 1933 Národní divadlo moravskoslezské, Ostrava
- 1934 – Ein Mädel hat sich verlaufen, premiéra v Berlíně; v češtině Zaběhla se snoubenka, 29. listopadu 1935 Národní divadlo moravskoslezské, Ostrava
- 1934 – Himmelblaue Träume (Grüezi!), libreto Robert Gilbert a Armin Robinson, premiéra 3. listopadu v curyšském Stadttheater Zürich
- 1935 – Zum Goldenen Halbmond, libreto Fritz Koselka, premiéra v osnabrückém Deutsches Nationaltheater
- 1936 – Rise and Shine, premiéra v květnu v londýnském Drury Lane Theatre
- 1936 – Gloria und der Clown, libreto Julius Horst a Robert Gilbert, premiéra v Ústí nad Labem
- 1937 – Der süßeste Schwindel der Welt, libreto Rudolf Weys, premiéra 21. prosince ve vídeňském Johann Strauß-Theater
- 1937 – Die Reise um die Erde in 80 Minuten, libreto Henry a Robert Gilbertové a Hugo Wiener, premiéra 22. prosince ve vídeňské Volksoper
- 1938 – Balalaika (spolu s Bernhardem Grunem), premiéra v pařížském Théâtre Mogador
- 1941 – Night of Love, libreto Rowland Leigh, premiéra 17. ledna v newyorském Hudson Theatre
- 1945 – Mr.Strauss Goes to Boston, muzikál, libreto Robert B. Sour a Leonard L. Levison, premiéra 13. srpna v bostonském Shubert Theatre
- 1946 – Schicksal mit Musik, muzikál, libreto Karl Farkas, premiéra 24. listopadu ve vídeňském Apollo-Theater
- 1947 – Drei von der Donau, muzikál, libreto Robert Gilbert a Rudolf Österreicher na základě Nestroyova „Lumpazivagabundus“, premiéra 24. září ve vídeňském Stadttheater
- 1948 – (Ein) Lied aus der Vorstadt, libreto Dora Maria Brandt a Georg Fraser, premiéra 19. dubna ve vídeňském Deutsches Volkstheater
- 1949 – Fest in Casablanca, libreto Gunther Schwenn a Waldemar Frank, premiéra 27. března v Norimberku
- 1949 – Frühling im Prater, libreto Ernst Marischka, premiéra 22. prosince ve vídeňském Stadttheater
- 1950 – Karneval in Wien
- 1951 – Das Glücksrezept, libreto Raoul Martinée a Hugo Wiener, premiéra 1. května ve vídeňském Bürgertheater
- 1951 – Rainbow Square, muzikál, libreto Guy Bolton a Harold Purcell, premiéra v londýnském Stoll Theatre
- 1953 – Das Spiel vom lieben Augustin, singspiel, libreto Ulrich Becher a Peter Preses, premiéra 1. června 1953 ve Vídni
- 1955 – Signora, muzikál, libreto Per Schwenzen a Robert Gilbert, premiéra v Norimberku
- 1956 – Kleiner (Der kleine) Schwindel in Paris, nová verze Der süßeste Schwindel in Paris, přepracování Robert Gilbert, premiéra 31. prosince ve vídeňském Theater in der Josefstadt
- 1958 – Hallo! Ist das die Liebe?, nová verze Der Tanz ins Glück, libreto přepracoval Hugo Wiener, premiéra ve Vídni
- 1959 – Kitty und die Weltkonferenz, libreto Robert Gilbert, Kurt Nachmann a Peter Preses, premiéra ve Vídni
- 1960 – Joie de vivre, muzikál, libreto Paul Dehn a Terence Rattigan, premiéra v Londýně
- 1960 – Wiener Café, nová verze Zum Goldenen Halbmond, premiéra v Dortmundu
- 1962 – Trauminsel, přepracovaná verze Signora, premiéra 21. července na Bregenzer Festspiele
- 1963 – Ein schöner Herbst, libreto Hans Weigel, premiéra 5. června ve vídeňském Theater in der Josefstadt
- 1964 – Frühjahrsparade, libreto Ernst Marischka a Hugo Wiener, premiéra 5. března ve vídeňské Volksoper
- 1968 – Wohl dem, der lügt, libreto Hans Weigel, premiéra ve Vídni
- 1969 – Hochzeit am Bodensee, nová verze Grüezi!, premiéra 23. července na Bregenzer Festspiele

### Písně
- "Servus Du" (29. prosince 1911) – Text: Benno Vigny
- "Wien wird erst schön bei Nacht" – Text: Wilhelm Sterk
- "Im Prater blühn wieder die Bäume" – Text: Kurt Robitschek
- "Das ist der Frühling in Wien" – Text: Arthur Rebner
- "Du sollst der Kaiser meiner Seele sein." (1916) – Text: Fritz Grünbaum a Wilhelm Sterk
- "Hallo, du süsse Klingelfee" (1919) – Text: Arthur Rebner
- "Salome, schönste Blume des Morgenlands" (1920) (orientální foxtrot) – Text: Arthur Rebner
- "Dann geh' ich hinaus in den Wienerwald..." (1920) (valčík) – Text: Alfred Grünwald a Robert Blum
- "Ich will deine Kameradin sein" - Text: Walter Reisch
- "Die ganze Welt ist himmelblau" – Text: Robert Gilbert
- "Mein Liebeslied muss ein Walzer sein" – Text: Robert Gilbert
- "Zwei Herzen im Dreivierteltakt" – Text: Walter Reisch
- "Das Lied ist aus" (Frag nicht warum ich gehe) (1930) – Text: Walter Reisch
- "Wiener-Café Walzer"
- "Adieu mein kleiner Gardeoffizier" – Text: Walter Reisch
- "Ich liebe dich"
- "Auf der Heide blühn die letzten Rosen – Text: Bruno Balz
- "Vor meinem Vaterhaus steht eine Linde" – Text: Bruno Hardt-Warden
- "Ob blond, ob braun, ich liebe alle Fraun" – Text: Ernst Marischka